# César Fuentes Venegas
César Raúl Fuentes Venegas (6 de septiembre de 1939) es un abogado y político chileno del Partido Demócrata Cristiano. Diputado en tres periodos consecutivos por la Decimoquinta Agrupación Departamental "San Carlos e Itata", Región de la Araucanía, entre 1965 y 1973. 

## Biografía
Nació el 6 de septiembre de 1939. Hijo de Néstor Rolando Fuentes Venegas y Josefina Venegas González.
En 1974 se casó con Sonia Hélia Rojas Soto. Realizó sus estudios en la Universidad de Chile donde juró como abogado en 1963. Ejerció su profesión en San Carlos.
Inició sus actividades políticas al ingresar al Partido Demócrata Cristiano, colectividad en la que ocupó el cargo de secretario general del Comando Freista de San Carlos e Itata para las elecciones presidenciales de 1964, donde permaneció desde marzo a septiembre de ese año.
En las elecciones parlamentarias de 1965 fue elegido diputado por la Decimoquinta Agrupación Departamental, San Carlos e Itata. Integró la Comisión Permanente de Defensa Nacional; la de Economía y Comercio; la de Constitución, Legislación y Justicia; y la de Vivienda y Urbanismo. Miembro de la Comisión Mixta de Presupuesto; de la Comisión Especial Vinícola, 1965; de la Especial Investigadora de Televisores, Industria Automotriz entre 1965 y 1966; y de la Especial Investigadora de la Colonia Dignidad, 1968. Entre 1967 y 1968 fue miembro suplente del Comité Parlamentario Demócrata Cristiano.
En las elecciones parlamentarias de 1969 fue reelegido por la misma Agrupación Departamental. Segundo vicepresidente de la Cámara entre el 22 de junio de 1971 hasta el 15 de mayo de 1973. Integró la Comisión Permanente de Constitución, Legislación y Justicia; la Comisión Investigadora de Estudios de Intervenciones Parlamentarias en Concesión de Créditos del Banco del Estado, 1969-1970; la Investigadora de Acusación Constitucional en contra del Ministro del Trabajo y Seguridad Social, 1969-1970; la Comisión Mixta Encargada de Estudiar la Aplicación de la Reforma Constitucional a los Proyectos en Tramitación a la Fecha, 1970 -1971; la Comisión Especial Investigadora de las Transacciones de Acciones Bancarias y su Adquisición por parte de Organismos del Estado, 1970-1971; y la Especial Investigadora de Denuncias de Flagelaciones en el Servicio de Investigaciones, 1970-1971.
En las elecciones parlamentarias de 1973 fue reelegido por la misma Agrupación Departamental. Integró la Comisión Permanente de Constitución, Legislación y Justicia. El golpe militar del 11 de septiembre de 1973 puso término anticipado a su período parlamentario, dada la disolución del Congreso Nacional.
En la actualidad se encuentra retirado de toda actividad política.

## Historial electoral

### Elecciones parlamentarias 1973
- Elecciones Parlamentarias de 1973 para la 15ª  Agrupación Departamental, Itata y San Carlos.[1]